# Cervona Poleana, Antrațît
Cervona Poleana (în ucraineană Червона Поляна) este o comună în raionul Antrațît, regiunea Luhansk, Ucraina, formată numai din satul de reședință.

## Demografie
Componența lingvistică a comunei Cervona Poleana
     Rusă (83,17%)
     Ucraineană (16,7%)
     Alte limbi (0,11%)
Conform recensământului din 2001, majoritatea populației comunei Cervona Poleana era vorbitoare de rusă (83,17%), existând în minoritate și vorbitori de ucraineană (16,7%).